# Kirkby Lonsdale
Kirkby Lonsdale è un paese di 2.534 abitanti della contea del Cumbria, nell'Inghilterra settentrionale.